# Zoetermeer
Zoetermeer (prononcé en néerlandais : [ˌzutərˈmeːr] ) est une commune et ville néerlandaise, située en province de Hollande-Méridionale et comptant 129 862 habitants en décembre 2024. Elle se trouve à 12 km à l'est de La Haye, ville siège du gouvernement des Pays-Bas. Le nom Zoetermeer est traduisible en français par « Lac sucré ».

## Histoire

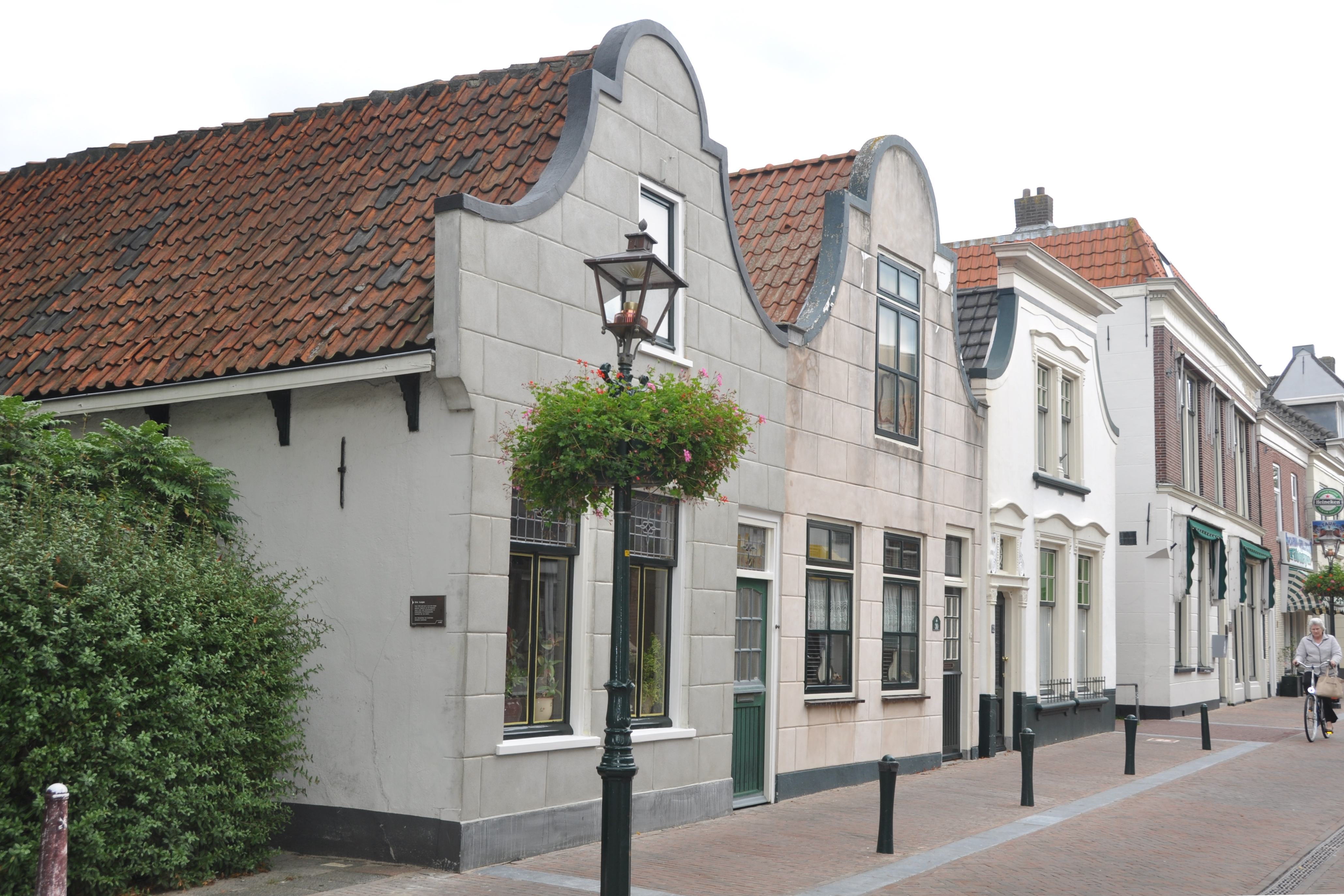
Centre-ville historique.

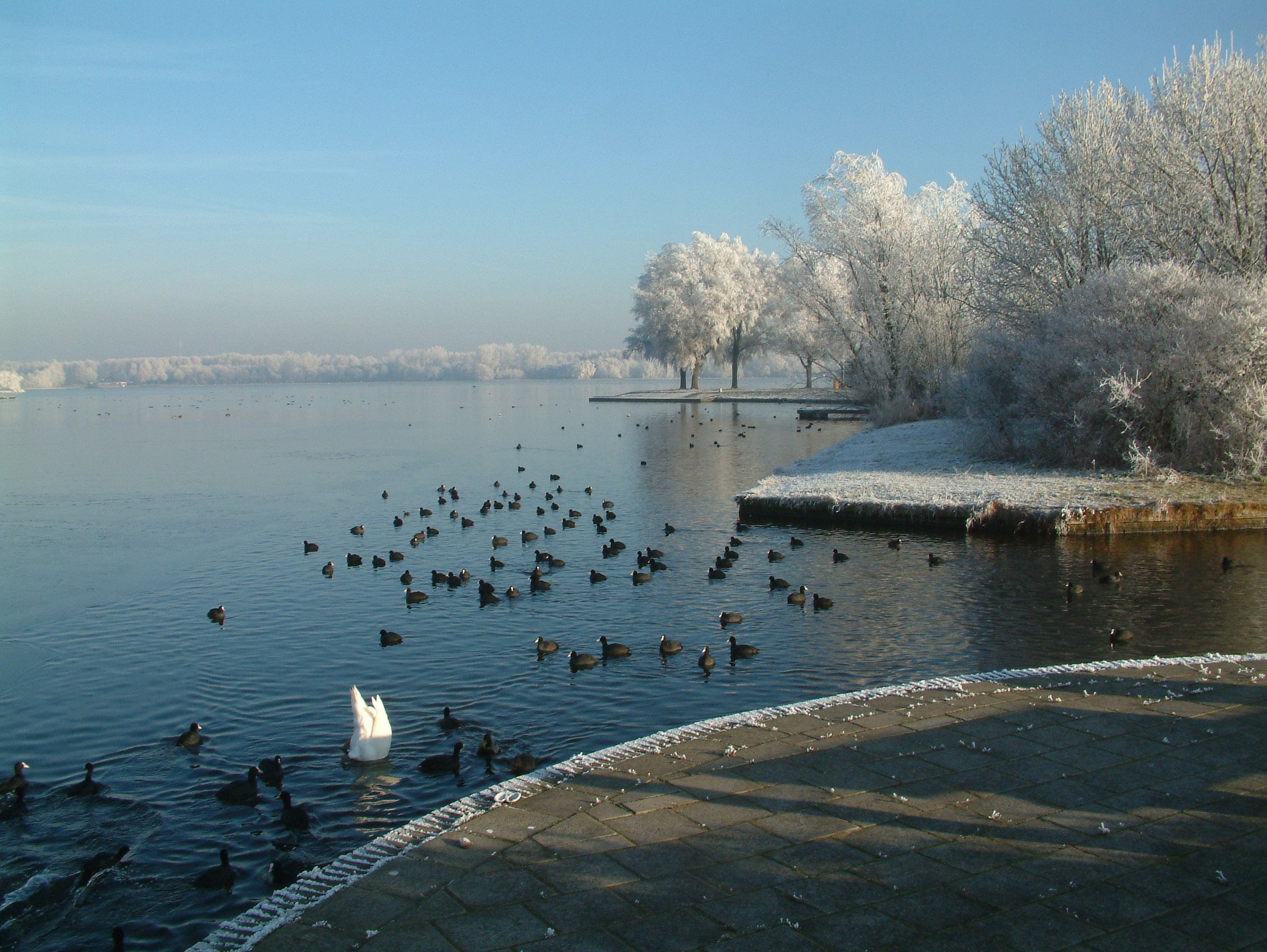
Le Zoetermeerse Plas, lac au nord de la ville.

Le lieu sur lequel la ville de Zoetermeer est établie est habité depuis au moins 1 000 ans. Zoetermeer reçoit le statut de ville au sein des Provinces-Unies, distinction que ne reçoivent pas Leyde et La Haye malgré leur plus grande importance. En 1544, la mention de Leyens est donnée — désignant la région entre Zwaardslootseweg, Leidsewallen et Zoetermeer — et signifiant les « terres non réglementées ». Les terres subissent des extractions de tourbe, ce qui les affaiblit.
Entre 1767 et 1771, quatre stations de pompage sont nécessaires pour le maintien à sec alors que les moulins rejettent l'eau dans le Vieux Rhin. Les quatre usines de 1877 sont démolies et remplacées par la station de pompage de Vakgemaal De Leyens. Zoetermeer compte désormais de nombreux bâtiments d'appartements de verre et de béton, tout comme de nombreux espaces verts. Ces derniers permettent le développement urbain de la ville au XXe siècle. Sous-divisée en lotissements qui portent tous un numéro, Zoetermeer organise l'exposition horticole de 1992. La ville sait également attirer un certain nombre d'entreprises de premier ordre à la recherche d'une position centrale et facile d'accès.

## Démographie
La ville croît économiquement et démographiquement, passant de 17 000 habitants dans les années 1950 plus de 120 000 dans les années 2010.

## Géographie

### Localisation

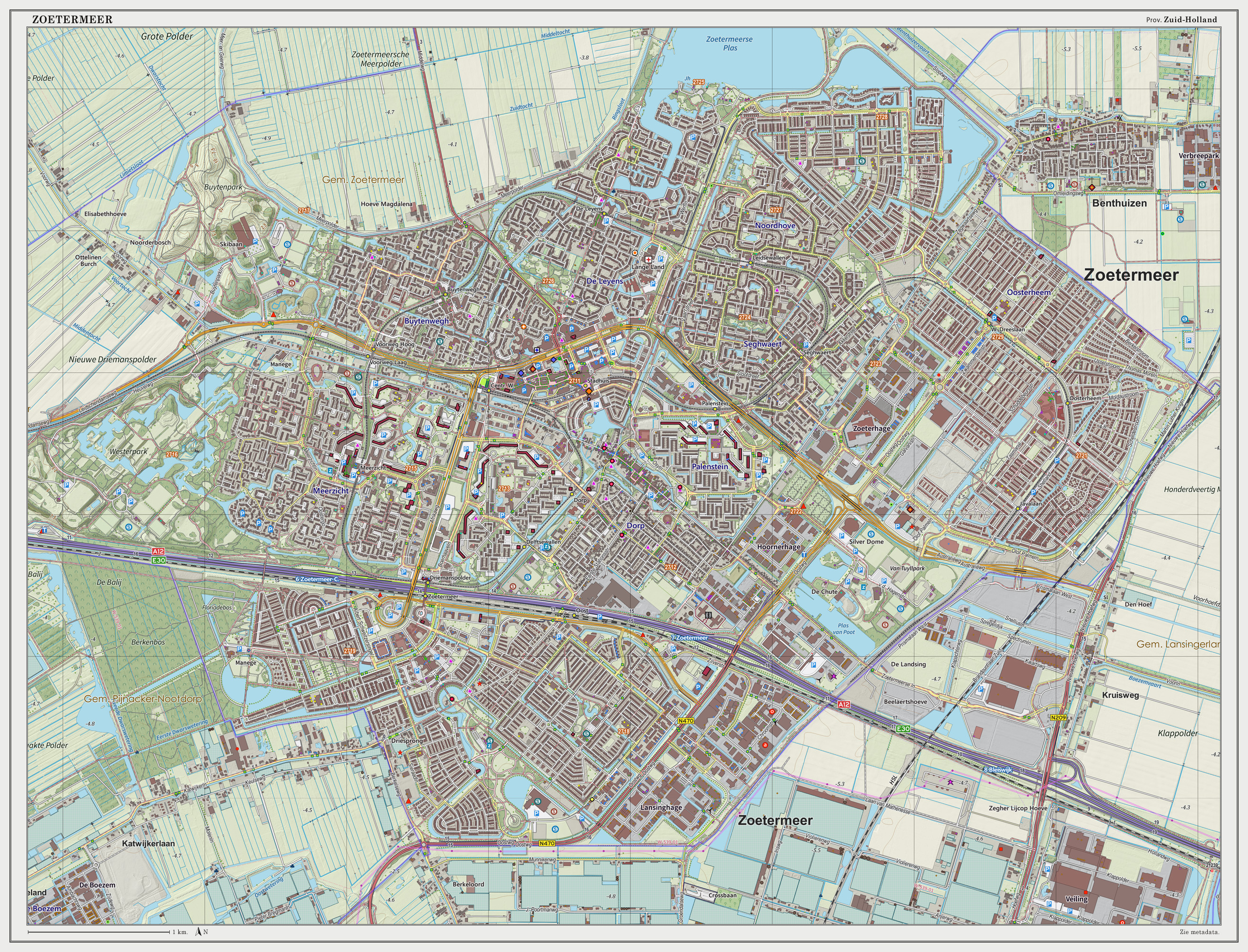
Carte topographique de Zoetermeer (2014).

Zoetermeer est bordée par Zoeterwoude au nord, Alphen aan den Rijn au nord-est, Lansingerland au sud-est, Pijnacker-Nootdorp au sud-ouest, La Haye à l'ouest et Leidschendam-Voorburg au nord-ouest.

### Transports

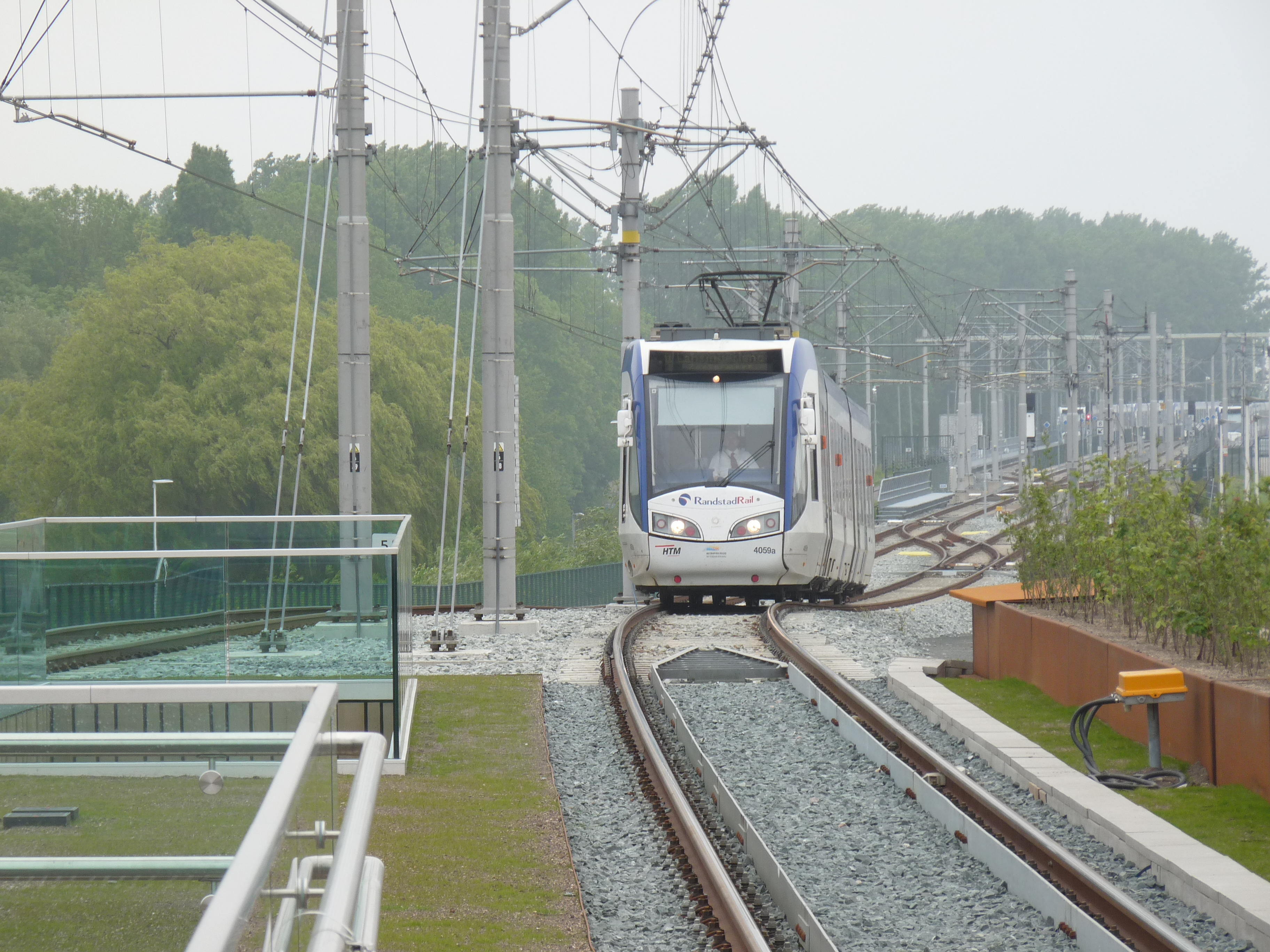
Tram-train du réseau RandstadRail arrivant à Zoetermeer-Lansingerland.

Zoetermeer est traversée par l'autoroute reliant La Haye à Utrecht (A12). Elle est également desservie par de deux lignes de tram-train du réseau RandstadRail (3 et 4) allant vers La Haye. Zoetermeer compte également trois gares ferroviaires desservies par Nederlandse Spoorwegen (NS) sur la ligne de Gouda à La Haye : Zoetermeer, Zoetermeer Oost et Zoetermeer-Lansingerland.

## Jumelages
Zoetermeer est jumelée avec les villes suivantes :
- Nitra (Slovaquie) ;
- Jinotega (Nicaragua) ;
- Xiamen (Chine) ;
- Odorheiu Secuiesc (Roumanie).